# Nikiforos Diamandouros
Nikiforos Diamandouros (em grego: Νικηφόρος Π. Διαμαντούρος; Atenas, 25 de Junho de 1942) é um político e acadêmico grego que ocupou de 2003 a 2013 o cargo de Provedor de Justiça Europeu - uma instituição da União Europeia que atua como mediador e provedor entre os cidadãos e a administração da União Europeia.
Em 1963 formou-se em letras (Bacharelado) na Universidade de Indiana, tendo em 1965 obtido o seu Mestrado e em 1972 o seu Doutorado na Universidade de Columbia. Antes de pertencer ao corpo docente da Universidade de Atenas em 1988, deu aulas e dedicou-se à investigação respectivamente na Universidade do Estado de Nova Iorque e na Universidade de Columbia entre 1973 e 1978. De 1980 a 1983 foi Diretor para o Desenvolvimento no Colégio de Atenas, Grécia. De 1983 a 1988 foi Diretor do Programa para a Europa Ocidental, Próximo e Médio Oriente no Conselho de Ciências Sociais e Investigação em Nova Iorque. De 1988 até 1991 foi Director do Instituto Grego de Estudos Internacionais e Estratégicos em Atenas, uma organização criada com fundos conjuntos das Fundações Ford e MacArthur. De 1995 a 1998 foi Director e Presidente do Centro Nacional Grego para a Investigação Social (EKKE).
Foi Presidente da Associação grega de Ciências Políticas (1992 a 1998) e de 1985 a 1988 foi Presidente da Associação de Estudos Modernos gregos dos Estados Unidos. Em 1997 foi Professor convidado de Ciências Políticas no Juan March Centre de Estudos superiores em Ciências Sociais de Madrid, Espanha. Em 1999 e 2000 foi nomeado membro da Comissão Nacional Grega para os Direitos Humanos e para o Conselho Nacional da Reforma Administrativa. Em 2000, ele participou na Conferência Bilderberg. Desde 1990 é co-presidente da sub-Comissão para a Europa do Sul do Conselho de Ciências Sociais e investigação em Nova Iorque, cujas actividades são subsidiadas através duma bolsa da Fundação Volkswagen. Também é editor geral de artigos sobre a Nova Europa do Sul publicados pela Johns Hopkins University Press e teve projectos de investigação financiados pela Fundação Fullbright e NEH (National Endowment for the Humanities).
De 1998 a 2003, ocupou o cargo de primeiro Provedor de Justiça da Grécia. É também Professor de Política Comparada no Departamento de Ciências Políticas e Administração Pública da Universidade de Atenas desde 1993 (estando actualmente em situação de licença).
Escreveu artigos sobre política e história da Grécia, sobre a Europa do Sul e do Sudeste, especificamente sobre democratização, construção do Estado-Nação bem como sobre a relação entre Cultura e Política.